# Macrotarsina
Macrotarsina is een geslacht van insecten uit de familie van de afvalvliegen (Heleomyzidae), die tot de orde tweevleugeligen (Diptera) behoort.

## Soort
- M. longimana (Egger, 1856)